# Oryphantes geminus
Oryphantes geminus là một loài nhện trong họ Linyphiidae.
Loài này thuộc chi Oryphantes. Oryphantes geminus được Andrei V. Tanasevitch miêu tả lần đầu vào năm 1982.